# Opuntia parviclada
Opuntia parviclada är en kaktusväxtart som beskrevs av S. Arias och Gama. Opuntia parviclada ingår i släktet fikonkaktusar, och familjen kaktusväxter. Inga underarter finns listade i Catalogue of Life.